# Aleksander Lech Godlewski
Aleksander Lech Godlewski (ur. 25 września 1905 w Warszawie, zm. 27 listopada 1975) – polski etnograf i antropolog.
Wnuk Mścisława Godlewskiego, redaktora naczelnego "Niwy" i "Słowa", przyjaciela Henryka Sienkiewicza. Od 1943 żonaty z Klarą Collonna-Walewską.
Po ukończeniu warszawskiej szkoły średniej im. Stanisława Staszica w 1925, podjął studia na Wydziale Filozoficznym Uniwersytetu Warszawskiego na kierunku biologii. W 1930 w Katedrze Anatomii Porównawczej uzyskał stopień naukowy doktora filozofii na podstawie rozprawy dyplomowej pt. "Anomalie jajników małp z zachodniej Afryki".
Po odbyciu służby wojskowej w 1931 podjął pracę w charakterze nauczyciela biologii w Gimnazjum i Liceum Żeńskim im. Z. Wołowskiej w Warszawie, jednocześnie był wykładowcą w Uniwersytecie Powszechnym dla Młodzieży Robotniczej, a także pracował w Świetlicy dla Młodzieży Robotniczej Oświaty Pozaszkolnej Magistratu m.st. Warszawy. Na tym stanowisku pozostawał aż do 1938. Powrócił do pracy pedagoga w czasie wojny. W latach 1940–1945 prowadził tajne komplety dla młodzieży gimnazjalnej z Państwowego Liceum im. Władysława IV i był wykładowcą na Tajnym Seminarium Nauczycielskim. Równocześnie w latach 1942–1943 prowadził wykłady z etnografii ogólnej zorganizowane przez profesora Jerzego Lotha na Tajnym Uniwersytecie Warszawskim.
W 1931 związał się z Instytutem Nauk Antropologicznych i Etnologicznych. Zajmował się badaniem różnic kulturowych i odmian ludzkich. Przy poparciu dyrektora instytutu i pomocy dyrekcji Łódzkiego Muzeum Etnograficznego w 1938 wyruszył na Pacyfik. Przeprowadził badania na siedmiu wyspach Polinezji Centralnej i Wschodniej: Bora-Bora, Huahine, Tahiti, Moorea, Tahaa, Nuku-Hiva i Raiatea. Przerwał badania w związku z wybuchem drugiej wojny światowej.
Po 1945 nadal pozostawał w Warszawie. Do 1951 pracował w wydziale oświaty jako prelegent międzyszkolny dla szkół dla pracujących oraz jako dziennikarz w Polskim Radio i w miesięczniku "Morze", będąc współpracownikiem wydziału wydawniczego. Od marca 1946 zaczął pracować na Uniwersytecie Warszawskim jako asystent przy seminarium socjologicznym profesora Jana Bystronia. Następnie od 1951 do 1954 był starszym asystentem przy Katedrze Antropologii na Wydziale Biologii i Nauk o Ziemi. Zajmował się wówczas antropologią etniczną ludów Australii i Oceania. W 1954 uzyskał tytuł docenta przyznany przez Centralną Komisję Kwalifikacyjną dla Pracowników Nauki na podstawie monografii zatytułowanej "Struktura antropologiczna Polinezyjczyków".
W latach 1954–1958 pełnił funkcję docenta etatowego przy Katedrze Antropologii UW, a do 1961 obowiązki jej kierownika. Równocześnie, w latach 1955–1961 był zatrudniony na Akademii Wychowania Fizycznego, gdzie prowadził Zakład Antropologii.
W latach akademickich 1957/58 i 1958/59 pełnił obowiązki prodziekana Wydziału Biologii i Nauk o Ziemi UW. W lipcu 1956 objął funkcję redaktora działu Ośrodka Bibliografii i Dokumentacji Naukowej, gdzie pracował do końca istnienia tej placówki, tj. do końca 1958. W tym samym roku Polska Akademia Nauk powołała go do pełnienia obowiązków członka Komitetu Antropologicznego PAN.
Od 1961 do 1975 pracował we Wrocławiu w Katedrze Etnografii Ogólnej i Słowian Uniwersytetu Wrocławskiego. Założył na tej uczelni jedyną w Polsce Pracownię Etnografii Ludów Oceanii, w 1965 objął obowiązki kierownika Katedry Etnografii. Wykładał także w innych placówkach naukowo-dydaktycznych, prowadził zajęcia w Katedrze Nauk Biologicznych na Wyższej Szkole Wychowania Fizycznego we Wrocławiu, gdzie od 1962 przez cztery lata był prodziekanem Wydziału Wychowania Fizycznego. Współpracował także z Akademią Teologii Katolickiej w Warszawie, gdzie wykładał na Wydziale Filozofii Chrześcijańskiej etnografię społeczeństw plemiennych. W latach 1962–1968 prowadził wykłady z antropologii regionalnej i etnicznej w Katedrze Antropologii Uniwersytetu im. Adama Mickiewicza w Poznaniu.
W 1967 i 1973 otrzymał kolejno tytuł naukowy profesora nadzwyczajnego, a następnie zwyczajnego. Wygłaszał odczyty m.in. poświęcone polskim metodom antropologicznym, problematyce zróżnicowania etniczno-kulturowego wysp Pacyfiku w Towarzystwie Naukowym Oceanistów, a także w Zakładzie Antropologii przy Uniwersytecie Paryskim. Na VII Międzynarodowym Kongresie Nauk Antropologicznych i Etnologicznych w 1964 w Moskwie wygłosił referat przedstawiający paralele między tradycjami migracyjnymi ludności polinezyjskiej a porównawczą charakterystyką antropologiczną wyspiarzy.
Wypromował około 150 magistrów i 4 doktorów, recenzując ponad 200 prac magisterskich i około 50 doktorskich z zakresu antropologii i etnologii. Należał m.in. do Towarzystwa Wiedzy Powszechnej, Wrocławskiego Towarzystwa Naukowego, Dolnośląskiego Towarzystwa Kulturalnego. Był sekretarzem generalnym i członkiem zarządu głównego Polskiego Towarzystwa Ludoznawczego, członkiem Komitetu Nauk Etnologicznych PAN i Komitetu Nauk Antropologicznych PAN, wieloletnim członkiem zarządu Polskiego Towarzystwa Antropologicznego. W 50. rocznicę powstania PTA został jego honorowym członkiem.
Brał także czynny udział w życiu społecznym. Był członkiem Wojewódzkiego Komitetu Frontu Jedności Narodu we Wrocławiu, działa także w Chrześcijańskim Stowarzyszeniu Społecznym. Za zasługi położone na polu naukowym i społecznym wyróżniony był szeregiem odznaczeń, m.in. Orderem Odrodzenia Polski.

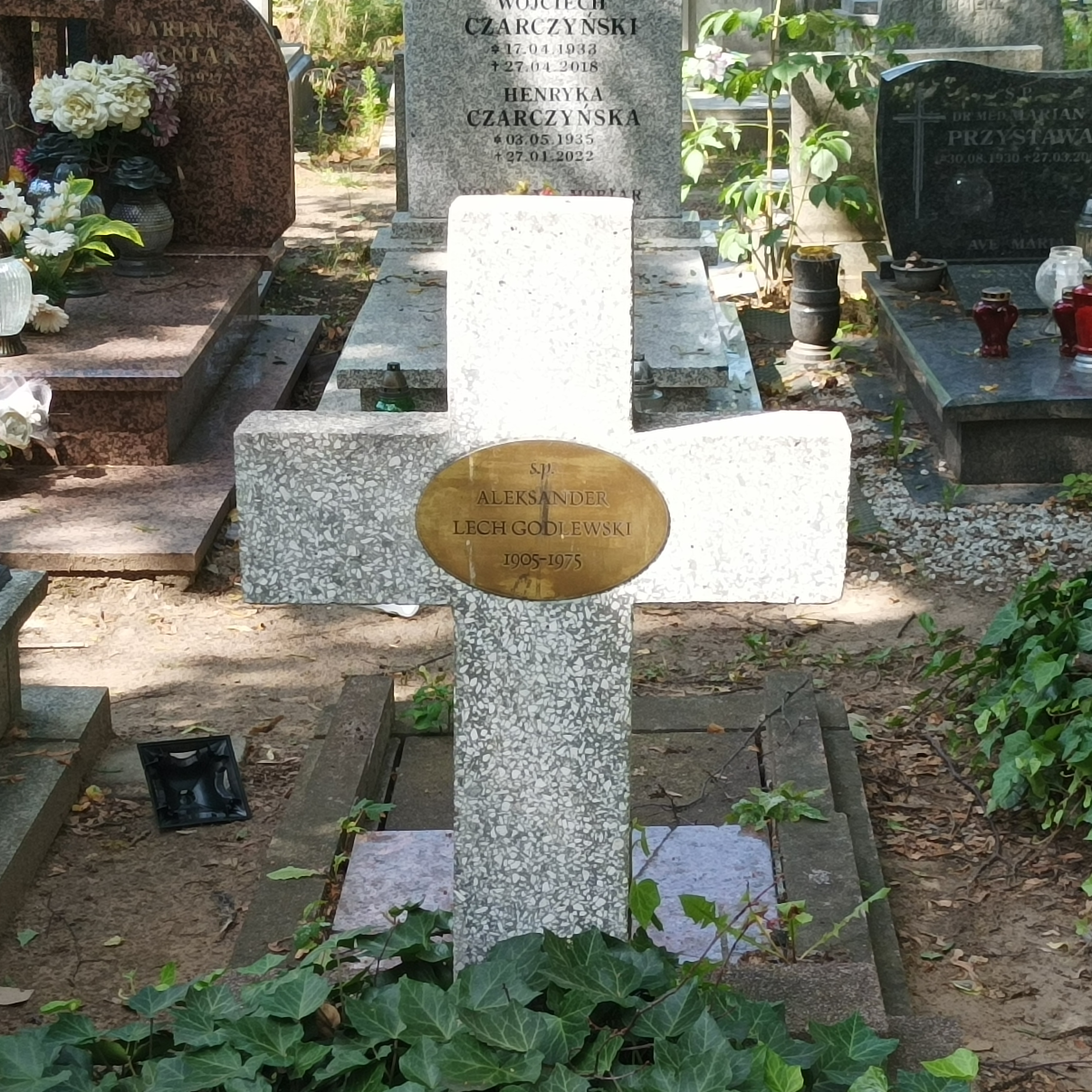
Grób Aleksandra Lecha Godlewskiego na cmentarzu św. Wawrzyńca we Wrocławiu

## Publikacje[1]
- Drogi Synów Słońca – 1963,
- Czar dalekiej Nuku-Hiva – 1971.